# A Cock and Bull Story
A Cock and Bull Story is een Britse komische film uit 2006.
De film vertelt een verhaal-in-een-verhaal. De hoofdrolspelers spelen zichzelf als tamelijk egoïstische acteurs, die ieder menen de belangrijkste rol te spelen in een filmbewerking van het onverfilmbaar geachte boek Tristram Shandy van Laurence Sterne.

## Rolverdeling
| Acteur               | Personage                        |
| -------------------- | -------------------------------- |
| Steve Coogan         | Tristram Shandy \/ Walter Shandy |
| Rob Brydon           | Capt. Toby Shandy                |
| Stephen Fry          | Patrick Curator \/ Parson Yorick |
| Kelly Macdonald      | Jenny                            |
| James Fleet          | Simon                            |
| Keeley Hawes         | Elizabeth                        |
| Shirley Henderson    | Susannah                         |
| Naomie Harris        | Jennie                           |
| Jeremy Northam       | Mark                             |
| Ian Hart             | Joe                              |
| Gillian Anderson     | Widow Wadman                     |
| Dylan Moran          | Dr. Slop                         |
| David Walliams       | Parson                           |
| Ashley Jensen        | Lindsey                          |
| Joe Williams         | Young Tristram Shandy - Age 9    |
| Paul Kynman          | Obadiah                          |
| Conal Murphy         | Young Tristram Shandy - Age 6    |
| Benedict Wong        | Ed                               |
| Mark Hadfield        | Leo                              |
| Raymond Waring       | Trim                             |
| Elizabeth Berrington | Debbie                           |
| Mark Williams        | Ingoldsby                        |
| Jenny Ogilvie        | Sandy                            |